# Konstancjanowo (zaścianek)
Konstancjanowo – dawny zaścianek. Tereny na których leżał znajdują się obecnie na Białorusi, w obwodzie witebskim, w rejonie brasławskim, w sielsowiecie Druja.
Inna nazwa miejscowości – Konstancjanowo Nowe.

## Historia
W czasach zaborów w gminie Druja, w powiecie dzisieńskim, w guberni wileńskiej Imperium Rosyjskiego. 
W latach 1921–1945 zaścianek leżał w Polsce, w województwie wileńskim, w powiecie dziśnieńskim, od 1926 w powiecie brasławskim, w gminie Druja.
W 1931, Wykaz miejscowości wymienia majątek i zaścianek Konstancjowo. Prawdopodobnie majątek został podzielony na dwie oddzielne miejscowości. W 1931 zaścianek liczył w 5 domów, w których zamieszkiwało 26 osób.
Wierni należeli do parafii rzymskokatolickiej w Drui. Miejscowość podlegała pod Sąd Grodzki w Drui i Okręgowy w Wilnie; właściwy urząd pocztowy mieścił się w Drui.